# ناحیه کاتن‌وود، شهرستان کامبرلند، ایلینوی
ناحیه کاتن‌وود (به انگلیسی: Cottonwood Township) یک منطقهٔ مسکونی در ایالات متحده آمریکا است که در شهرستان کومبرلند، ایلینوی واقع شده‌است. ناحیه کاتن‌وود ۱۹۵ متر بالاتر از سطح دریا واقع شده‌است.